# Wilfrido Loor Moreira
Wilfrido Loor Moreira (n. Calceta; 2 de febrero de 1892 - f. Guayaquil; 6 de mayo de 1984) fue un abogado, escritor e historiador ecuatoriano. Fue el primer manabita en ser miembro de la Academia Nacional de Historia del Ecuador.
Desempeñó el cargo de juez, de ministro de las Cortes de Justicia de Quito y Guayaquil, y la presidencia de la Corte Superior del Distrito de Guayaquil. Fue senador al Congreso Nacional del Ecuador que se reunió de 1948 a 1950. El 20 de abril de 1906, siendo un niño, fue uno de los 35 alumnos internos del Colegio San Gabriel de Quito, que pudo presenciar el denominado "Milagro de la Virgen del Colegio", cuando la Dolorosa del Colegio abrió y cerró los ojos.
Falleció en la ciudad de Guayaquil a los 93 años. Sus restos mortales fueron trasladados a Quito.

## Biografía

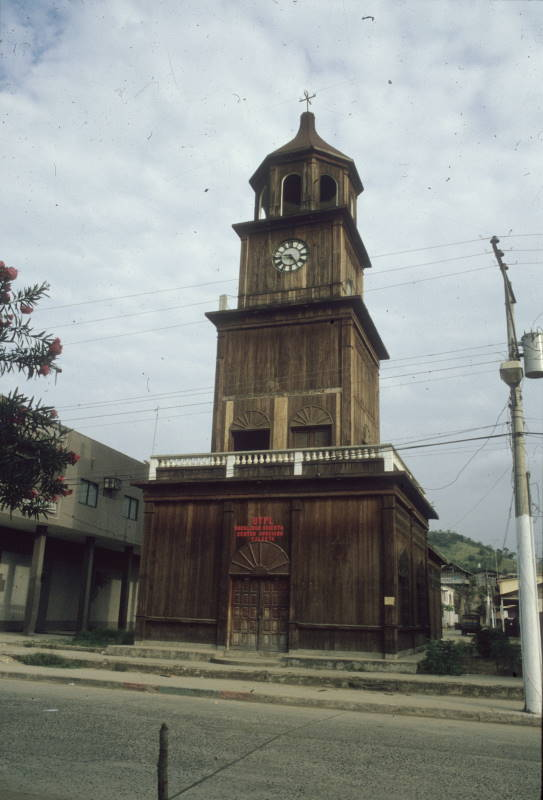
Reloj público de Calceta, su ciudad natal

Nació en Calceta el 2 de febrero del año de 1892, sin embargo iría de muy joven a la ciudad de Quito donde recibiría su educación. Después haría sus sus estudios en el Colegio San Gabriel de Quito, donde estaría entre los 35 niños que presenciaron el asombroso milagro de “La Dolorosa del Colegio” el 20 de abril de 1906. Esto marcaría su vida y su religiosidad más adelante. Tiempo después, comenzó a estudiar una licenciatura y para ello iría a la Universidad Central de Quito, donde se graduó con el título de doctor en derecho.
Sería un juez destacado y ocuparía el puesto en el ministro de los Tribunales de Guayaquil y Quito. Además sería Presidente de la Corte Suprema de Guayaquil, así como senador en el Congreso de la República, durante el periodo de 1948 a 1950. Además sería concejal de Portoviejo y Diputado por la provincia de Manabí.
Fue además un importante historiador, uno de los principales de la provincia de Manabí. Fruto de sus investigaciones y estudios publicó obras como “Los Jesuitas en el Ecuador”, “Cartas de García Moreno”, “Manabí, Prehistoria y Conquista”, “Schumacher”, “Eloy Alfaro”, “La Victoria de Guayaquil”, “García Moreno y sus Asesinos”, “José María Yerovi” entre otros. Por esta razón sería el primer manabita en ser parte de la Academia Nacional de Historia del Ecuador. Sus libros son una fuente invaluable de los hechos históricos que se desarrollaron en el siglo XIX, alrededor de la guerra civil de 1858, la época garciana, la consagración del Ecuador al Sagrado Corazón de Jesús, así como la revolución liberal y el asesinato de García Moreno. Además también fue un historiador de su provincia, publicando varios libros que detallan sus hechos desde el periodo prehistórico con la cultura manteña, hasta la conquista de los españoles. Además le dedicaría una biografía al sacerdote alemán Pedro Schumacher y su importante labor para la provincia de Manabí, así como a los sacerdotes Julio María Matovelle y José María Yerovi. También su trilogía sobre la vida de Eloy Alfaro es una fuente imprescindible de hechos históricos sobre este importante presidente y su rol en la revolución liberal.
Fundaría como parte de su carrera como historiador la Revista Argos. Buscó mantener vivas las tradiciones de su cultura por lo que abogó por los Juegos Florales en Manabí y apoyó su desarrollo. Además buscó fomentar la lectura y mejorar el nivel cultural de Ecuador. Esto se relacionaría con su carrera como académico y catedrático.
Murió en Guayaquil el 6 de mayo de 1984, sin embargo sus restos fueron traídos a Quito para ser inhumados en la cripta de la capilla de La Dolorosa, en el Colegio San Gabriel, culminando de esta manera su vida destacada para la historia y el derecho en Ecuador. 

## Homenajes y reconocimientos
Con su nombre existen, en la provincia de Manabí: 
- Una parroquia rural del Cantón El Carmen
- Una unidad educativa fiscal en la parroquia rural Quiroga, del cantón Bolívar
- Su casa en Portoviejo fue restaurada y ahora funciona ahí el centro de capacitación artesanal de la ciudad.[8]

## Obras

### Historia
- La revolución de 1884 en Manabí, Ecuador La Prensa Católica 1929
- Narraciones históricas de Manabí. Editorial ecuatoriana. Manabí - Ecuador, 1934 - 180 p.
- Caras y Shiris, Gaceta Municipal N° Extraordinario 1934, 79 pp.
- Los indios de Manabí. Editorial ecuatoriana. Manabí - Ecuador, 1937 - 155 p.
- Los españoles en Manabí. Talleres Tipográficos, 1935, 63 pp.
- Estudios histórico-políticos, 1939
- La tierra manabita, 1763-1806, Ecuador Concejo Municipal, 1939, 50 pp.
- La conquista de Quito, 1943, 104 pp.
- Cartas: 1862-1867 (Cartas de García Moreno). La Prensa Católica. Ecuador, 1954.
- Manabí: prehistoria descubrimiento. Editorial La Salle. Ecuador, 1956 - 312 p.
- Manabí, prehistoria y conquista, 1956 - 349 p.
- Los jesuitas en el Ecuador: su ingreso y expulsión, 1850-1852. La Prensa Católica, 1959 - 248 p.
- La victoria de Guayaquil. La Prensa Católica, 1960 - 462 p.
- Manabí, desde 1822. Editorial Ecuatoriana. Manabí - Ecuador, 1969 - 366 p.
- Gobernadores de Manabí y mandatarios de Guayaquil 1822-1845, 1976, 120 pp.
- La Provincia de Guayaquil en lucha por su independencia. Editorial Gregorio. Ecuador, 1974 - 90 p.
- Guayaquil y Manabí en 1820, 1976, 162 pp.

### Biografías
- Biografía del Rmo. padre Julio María Matovelle. Lit. e Impr. Romero, 1943 - 506 p.
- García Moreno y sus asesinos. La Prensa Católica. Ecuador, 1955 - 244 p.
- Schumacher. (En referencia del religioso de Manabí del siglo XIX).
- Vida de Eloy Alfaro. Editora Moderna. Ecuador, 1947, 1065 pp.
- José María Yerovi, volumen 1. Fray Jodoco Ricke, 1965.
- Monseñor Arsenio Andrade Landázuri, 1970, 316 pp.